# Sphaerocarpaceae
Sphaerocarpaceae é uma família e hepáticas pertencente à classe  Marchantiopsida que agrupa cerca de 10 espécies repartidas pelo género monotípico Geothallus e pelo género Sphaerocarpos.

## Distribuição
A maioria das espécies da família ocorre no oeste das Américas, desde o estado de Washington até à região central do Chile. Contudo, a espécie tipo do género Sphaerocarpos, S. michelii, é nativa da Europa.
A espécie infestante Sphaerocarpos texanus tem uma vasta distribuição em campos e jardins da América do Norte, Europa ocidental e região mediterrânica da África. Poderá ter sido introduzida com solo trazido com produtos agrícolas ou plantas de jardim importados das Américas.

## Classificação
O grupo de espécies que agora integra a família Sphaerocarpaceae  foi reconhecido por Barthélemy Charles Joseph Dumortier em 1874 como sendo uma tribo, e elevado ao nível de família em 1891 por Moritz Heeg, com o nome "Sphaerocarpeae". Na sua presente circunscrição taxonómica a família inclui dois géneros reconhecidos, com apenas uma espécie em Geothallus e as restantes incluídas em Sphaerocarpos.
A família Sphaerocarpaceae inclui as seguintes espécies:
- Género Geothallus
  - Geothallus tuberosus
- Género Sphaerocarpos
  - Sphaerocarpos cristatus
  - Sphaerocarpos donnellii
  - Sphaerocarpos drewei
  - Sphaerocarpos hians
  - Sphaerocarpos michelii
  - Sphaerocarpos stipitatus
  - Sphaerocarpos texanus